# Сподня Речиця
Сподня Речиця (словен. Spodnja Rečica) — поселення в общині Речиця-об-Савиньї, Савинський регіон, Словенія.